# Pilarín Pardo Lapuente
Pilarín Pardo Lapuente (Zaragoza, España, 1933) es una cantadora de Jotas. Ella es una aragonesa sobrina carnal del ilustre jotero cantador Juanito Pardo

## Historia
Pilarín Pardo nació en la ciudad de Zaragoza en el año 1933, siendo sus padres José Pardo Miranda y Carolina Lapuente Falcón. Ella fue la hija única del matrimonio y fue bautizada en la Iglesia Parroquial de la Magdalena.
Aprendió desde muy pequeña el arte de la Jota Aragonesa, teniendo grandes dotes para el canto y la interpretación, con una gran facilidad para impostar la voz. Por petición expresa de su familia, no pudo dedicarse profesionalmete a este menester, estudiando en el Colegio de Santa Ana de Zaragoza y, más tarde, aprendiendo el oficio de la Costura y la Moda, siendo su profesión la de Modista de Alta Costura en un taller de gran prestigio de la Ciudad "Modas Ramos" destacando por su buen hacer y la perfección de su trabajo, siendo felicitada en varias ocasiones por maestros y clientas.
De carácter alegre y sociable, conquistaba por donde pasaba con su saber estar su simpatía, y elegancia.
Ella está casada y tiene dos niñas y un varón, y ya siendo estos más grandes, pudo dedicarse durante unos pocos años a lo que era su gran pasión, La Jota Cantada, debutando en el Teatro Principal, obteniendo varios premios en un tiempo récord, perteneciendo al que por aquel entonces se consideraba uno de los mejores Grupos de Jota "Nobleza Baturra" dirigido por el ya fallecido Carmelo Betoré, realizando una carrera corta pero muy productiva, de una voz esplendorosa modulando los tonos de los altos a los graves sin esfuerzo, e impostando la voz cuando era necesario como en Gigantes y Cabezudos, La Dolores y otras. Interpretando la Jota de "La Bruja" con una suavidad y dulzura incomparables. Una voz y un decir la Jota que cautivaba, y una belleza morena de grandes ojos y gran simpatía , eran un coctel destinado al éxito.
En la actualidad sigue ligada al mundo de la Jota, galardonada con el "Cachirulo de Honor" y siendo desde el año 1993 miembro del Jurado de distintas modalidades y en diferentes Certámenes de Jota.